# Войцеховский, Зыгмунт
Зыгмунт Войцехо́вский (пол. Zygmunt Wojciechowski; род. 27 марта или 27 апреля 1900 в Стрые, ум. 14 октября 1955 в Познани) — польский историк государства и права, геополитик, действительный член Польской АН.

## Биография
Родился в Стрые. Окончил философский факультет львовского университета имени Яна Казимира, а затем был ассистентом этого университета. В июне 1925 он устроился на работу на юридическо-экономическом факультете познанского университета, в 1939 до начала Второй мировой войны был деканом этого факультета. С 1932 активист и один из идейных предводителей Союза молодых националистов (Związek Młodych Narodowców), который в декабре 1937 превратился в Национально-государственное движение (Ruch Narodowo-Państwowy). В периоде 1940—1945 руководитель отдела науки Представительства правительства в оккупированной Польше. Основатель и первый директор (1944–1955) Западного института в Познани. Умер в Познани, похоронен на познанском Солацком кладбище.
Его сын — историк Мариан Войцеховский (1927—2006).

## Научная деятельность
Доктор (1924), хабилитированный доктор (1925), экстраординарный профессор (1929), ординарный профессор (1937). Член Польской академии знаний (с 1945) и Польской академии наук (с 1952).

### Основные труды
- Momenty terytorialne organizacyi grodowej w Polsce Piastowskiej (1924)
- W sprawie Regnum Poloniae za Władysława Łokietka (1924)
- Ze studjów nad organizacją państwa polskiego za Piastów (1924)
- O ustroju szczepowym ziem polskich. Uwagi krytyczne (1927)
- Ustrój polityczny ziem polskich w czasach przedpiastowskich (1927)
- Prawo rycerskie w Polsce przed statutami Kazimierza Wielkiego (1928)
- Das Ritterrecht in Polen. Vor den Statuten Kasimirs des Grossen (1930)
- Sądownictwo prawa polskiego w dobie przedimmunitetowej (1930)
- Przyczyny upadku dawnej Polski (1933)
- Rozwój terytorjalny Prus w stosunku do ziem macierzystych Polski (1933)
- Elementy rodzime w polskiej cywilizacji  (1934)
- Myśli o polityce i ustroju narodowym (1935, 1937)
- Udział Śląska w dawnem zjednoczeniu ziem polskich (1935)
- Mieszko I and the rise of the Polish State (1936)
- The territorial development of Prussia in relation to the Polish homelands (1936)
- Dwa ośrodki państwotwórcze w Polsce na przestrzeni dziejów i ich zasięg geograficzny (1937)
- La condition des nobles et le problème de la féodalité en Pologne au Moyen Âge (1937)
- Polska nad Wisłą i Odrą w X wieku. Studium nad genezą państwa Piastów i jego cywilizacji (1939)
- Pologne d'entre la Vistule et l'Oder au 10e siècle (1939)
- Polska – Niemcy. Dziesięć wieków zmagania (1943, 1945)
- Państwo polskie w wiekach średnich. Dzieje ustroju (1945, 1948)
- Hołd pruski i inne studia historyczne (1946)
- Zygmunt Stary (1506-1548) (1946, 1979)
- Bolesław Chrobry i rok 1000 (1948)
- L'état polonais au Moyen-Âge (1949)